# The American Mercury
The American Mercury est un magazine américain mensuel publié de 1924 à 1981. Fondé par deux critiques littéraires, H. L. Mencken et George Jean Nathan, il publie quelques-uns des écrivains les plus importants des États-Unis au cours des années 1920 et 1930. Dans les années 1940, le magazine attire des écrivains conservateurs. Après-guerre, le magazine devient violemment antisémite. Il cesse ses activités en 1981, après 25 années de déclin et de controverse.

## L'époque glorieuse
H. L. Mencken et George J. Nathan se rencontrent au magazine littéraire The Smart Set. Ils avaient chacun une carrière littéraire et Mencken écrit une chronique régulière pour The Baltimore Sun. Avec leur éditeur, Alfred A. Knopf Sr., Mencken et Nathan lancent The American Mercury comme « une revue sérieuse, la plus désespérée et la plus damnée jamais vue dans la République », comme l'explique Mencken à propos du nom de la revue, inspiré d'une publication du XIXe siècle, à son vieil ami et contributeur, Theodore Dreiser : « Ce dont nous avons besoin, c'est de quelque chose qui semble hautement respectable vu de l'extérieur. De ce point de vue, l'American Mercury est presque parfait. Ce qui se passe à l'intérieur du cirque est une autre histoire. Vous vous souviendrez que le regretté P. T. Barnum s'en est sorti avec ses spectacles burlesques en les appelant des conférences morales. »

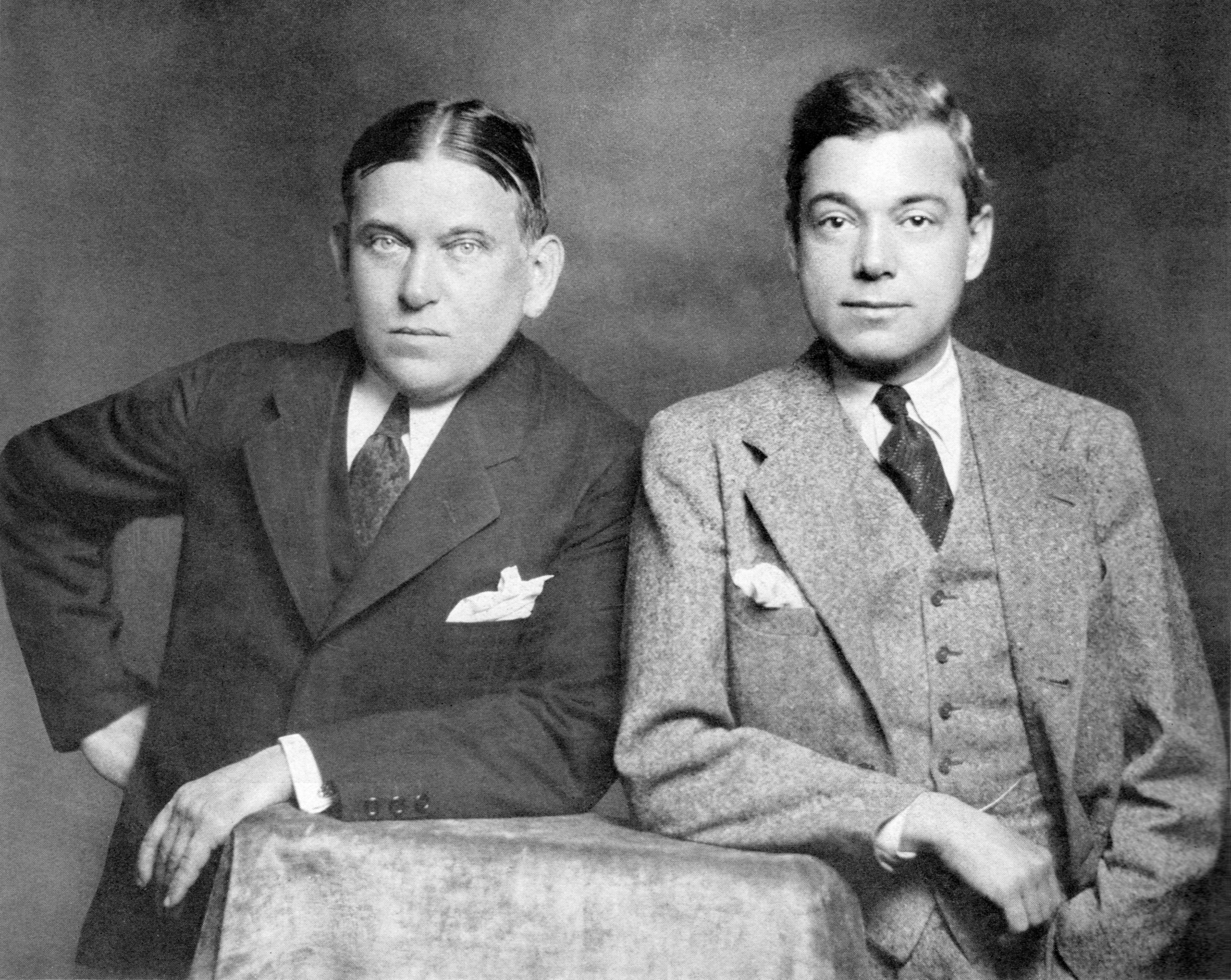
Les fondateurs du magazine, H. L. Mencken et George Jean Nathan en 1928

De 1924 à 1933, Mencken livre ce qu'il avait promis: des textes élégants et irrévérencieux sur l'Amérique, à l'intention des « Américains réalistes », tels qu'il les appelle, capables d'un scepticisme sophistiqué à l'égard des thèmes à la mode ou qui menacent de l'être. Dès 1925, contraint, Nathan démissionne de son poste de co-rédacteur en chef.  
La réception du magazine est enthousiaste. Le New York Times écrit que « la main putride des ploucs posée sur l’évanescence de la beauté n'est plus aussi lourde tant que la belle couverture verte et noire de The American Mercury existe ». La citation est utilisée sur le formulaire d'abonnement au magazine à son apogée. 
Le numéro de janvier 1924 se vend à plus de 15 000 exemplaires et, à la fin de la première année, le tirage dépasse 42 000 exemplaires. Au début de 1928, le tirage atteint 84 000 exemplaires, avant de diminuer progressivement après le krach boursier de 1929. Le magazine publie des textes de Conrad Aiken, Sherwood Anderson, James Branch Cabell, W. J. Cash, Lincoln Ross Colcord, Thomas Craven, Clarence Darrow, W. E. B. Du Bois, John Fante, William Faulkner, F. Scott Fitzgerald, Albert Halper, Langston Hughes, James. Weldon Johnson, Sinclair Lewis, George Schuyler, Meridel Le Sueur, Edgar Lee Masters, Albert Jay Nock, Eugene O'Neill, Carl Sandburg et William Saroyan. Nathan livre des critiques de théâtre, Mencken écrit l'éditorial, « Notes de rédaction » et des critiques de livres, « La bibliothèque ». Le magazine offre une tribune aux auteurs, journalistes et universitaires, mais aussi aux repris de justice et aux chauffeurs de taxi. Sa politique éditoriale se resserre pourtant sur les documentaires et les essais satiriques. Sa section « Americana », large revue de presse tirée des journaux et des magazines du pays, est rapidement imitée par les concurrents. Mencken en épice les colonnes avec des aphorismes placés dans les marges chaque fois que l'espace le permet. 

### Goût des polémiques
H. L. Mencken recule rarement devant une bonne polémique. Ainsi, en 1926, la publication de « Hatrack », un chapitre tiré du livre Up From Methodism de Herbert Asbury, défraie la chronique. L'auteur y raconte une histoire peut-être vraie : dans son enfance passée à Farmington dans le Missouri, il avait rencontré une prostituée, surnommée Hatrack en raison de son corps anguleux, qu'il décrit comme une grenouille de bénitier qui cherche la rédemption, mais qui, rejetée par les « bonnes âmes » de la ville, reprend sa vie de pécheresse. La Watch and Ward Society, organisme catholique de surveillance de la presse vendue à Boston (Massachusetts), hurle à l'obscénité, déclare Hatrack immoral, et fait arrêter à Harvard Square un vendeur de magazine coupable d'avoir vendu un exemplaire du numéro de American Mercury. Mencken se rend aussitôt à Boston et prend la place du camelot : il va vendre personnellement un exemplaire du magazine au prêtre de la Watch and Ward Society afin d’être mieux arrêté devant les caméras. Jugé et acquitté, Mencken est félicité pour sa position courageuse en faveur de la liberté de la presse. Cela lui coûte plus de 20 000 dollars en frais juridiques, en perte de revenus et en publicité, mais la gloire est assurée.   
Cela ne s'arrête pas là. Mencken poursuit le prêtre en justice, et gagne, pour restriction illégale du commerce. Le juge a estimé qu'il revient aux tribunaux, et non aux activistes, de censurer la littérature, si quelqu'un doit le faire. L'affaire rebondit quand le directeur juridique du ministère américain des Postes déclare que le numéro d'avril de l'American Mercury viole la loi fédérale Comstock et en interdit la diffusion. Mencken conteste immédiatement la décision, attiré par la perspective d'une polémique historique sur la liberté d'expression devant la Cour d'appel des États-Unis et le légendaire juge Learned Hand. Mais le numéro d'avril de l'American Mercury est déjà distribué et une injonction ne constitue plus un recours approprié. L’affaire est forclose.

## Changement de règne
Mencken prend sa retraite de rédacteur en chef du magazine à la fin de 1933 Son successeur est l'économiste et critique littéraire Henry Hazlitt. Des divergences avec l'éditeur poussent Hazlitt à démissionner au bout de quelques mois. L'American Mercury est alors repris par Charles Angoff, l'ancien assistant de Mencken.   
En janvier 1935, Lawrence E. Spivak rachète l'American Mercury. Directeur commercial de longue date du magazine, il annonce qu'il veut jouer un rôle actif en tant qu'éditeur. Paul Palmer, ancien rédacteur en chef du New York World, remplace Angoff au poste de rédacteur en chef, et le dramaturge Laurence Stallings est nommé éditeur littéraire. 

### Radio et télévision

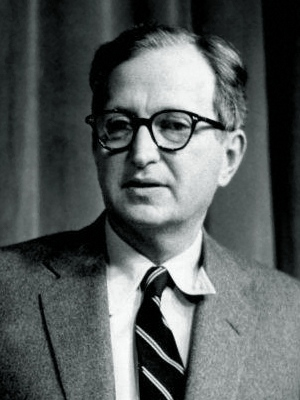
Le nouvel éditeur de lAmerican Mercury dès 1935, Lawrence E. Spivak (ici en 1960)

Spivak vivifie l'American Mercury et demande à Mencken, Nathan et Angoff de contribuer de nouveau par leurs écrits. Il crée une société, la Mercury Publications, et commence à éditer d’autres magazines, comme le Ellery Queen's Mystery Magazine (1941) et le Magazine of Fantasy & Science Fiction (1949). 
En 1945, il crée une émission radiophonique intitulée American Mercury Presents "Meet the Press" . Le 6 novembre 1947, il en donne une version télévisée, sous le nom de Meet the Press. 
En 1946, l'American Mercury fusionne avec le magazine démocrate-socialiste Common Sense et en 1950 est racheté par un homme d'affaires ambitieux, Clendenin J. Ryan. Il change le nom du magazine pour The New American Mercury et l'oriente dans une direction fortement conservatrice. On peut l'expliquer par ses fréquentations: il est proche d'Ulius Amoss, un ancien agent de l'Office of Strategic Services (OSS) spécialisé dans l'espionnage des États communistes européens et l'animateur de l'officine International Services of Information, à Baltimore; son fils, Clendenin Jr., est proche de William F. Buckley Jr. et des Young Americans for Freedom.  

### L'épisode Huie
L'un des auteurs du magazine, journaliste prolifique et auteur populaire, William Bradford Huie, voit qu'un nouveau mouvement intellectuel conservateur aux États-Unis est en train d'émerger. Il perçoit que Ryan oriente le New American Mercury dans cette direction, donnant de l'audience notamment au révérend Billy Graham et  au directeur du Federal Bureau of Investigation (FBI), J. Edgar Hoover. Avec l'American Mercury, Huie lance un magazine franchement conservateur, mais rencontre rapidement des difficultés financières. En 1952, le magazine tire à 60 000 exemplaires.  

## Prise de contrôle par l'extrême-droite
Huie revend ses parts en août 1952 à un homme d'affaires, contributeur financier occasionnel, Russell Maguire, propriétaire de la société d'armes à feu Thompson. Huie quitte son poste de rédacteur en chef en janvier 1953 et est remplacé par John A. Clements, ancien reporter du New York Journal et Daily Mirror, alors directeur des relations publiques de la Hearst Corporation.  
En peu de temps, Maguire dirige le magazine « vers les marécages nauséabonds de l'antisémitisme », comme le décrit William A. Rusher, l'éditeur de la National Review. L'antisémitisme de Maguire suscite des controverses internes et provoque la démission des principaux rédacteurs du magazine après 1955. En 1956, George Lincoln Rockwell est embauché comme auteur (il est le futur fondateur du parti nazi américain). En janvier 1959, Maguire publie un éditorial dans le New American Mercury pour soutenir l'idée d'un complot juif pour la domination du monde. Le magazine s'enfonce lentement dans le déclin.  
Maguire ne reste pas longtemps au magazine, mais les futur propriétaires persistent dans cette voie. Maguire vend en 1961 le Mercury aux Defenders of the Christian Faith, Inc. (DCF) du Kansas, propriété d'un prêtre qui est jugé et reconnu coupable de trahison et que l'on surnommait "le nazi Jayhawk" pendant la Seconde Guerre mondiale.   
Le DCF revend le Mercury en 1963 à la "Legion for the Survival of Freedom" (LSF) de Jason Matthews. Celle-ci conclut un accord en juin 1966 avec le Washington Observer, et fusionne finalement avec le Western Destiny, une publication de la société Liberty Lobby appartenant à Willis Carto et Roger Pearson. Connu comme l'un des principaux récipiendaires de subventions du Pioneer Fund dans l'histoire, Pearson est un néo-nazi et un pro-fasciste bien identifié qui a dirigé la Ligue mondiale anticommuniste au cours de ses périodes les plus manifestement pro-fascistes. Pearson est un proche collaborateur de Wickliffe Draper, fondateur du Pioneer Fund.  
The American Mercury devient une publication trimestrielle et son tirage n'est plus que de 7 000 exemplaires. Son contenu est composé presque entièrement d’attaques dirigées contre les Juifs, les Noirs et quelques autres boucs-émissaires. Un article de 1978 loue Adolf Hitler comme « le plus grand spenglérien. »
Un nouveau propriétaire est annoncé à l'automne 1979. Le numéro du printemps 1980 célèbre le centenaire de Mencken et se lamente sur une époque révolue, « avant que le virus de l'égalité sociale, raciale et sexuelle » ne se développe dans « le sol fertile de l'esprit de la plupart des Américains. »
Le dernier numéro se termine par un appel à la publication d'une base de données qui contiendrait les informations sur les 15 000 militants politiques les plus dangereux, réels ou présumés, aux États-Unis.   
Le magazine publie son dernier numéro en 1981.    
Un site Web appelé The American Mercury apparaît en 2010, aussitôt critiqué pour ses positions racistes et antisémites : le Southern Poverty Law Center le qualifie de « site de propagande » et le décrit comme « une version en ligne du magazine du même nom, ressuscité et profondément antisémite, de H. L. Mencken »; la Anti-Defamation League le qualifie de « site d'extrême droite au contenu antisémite »; le journal The Forward le nomme « l'historique magazine de H. L. Mencken ressuscité en ligne par les néo-nazis il y a plusieurs années », et rappelle qu'il a « publié plusieurs articles révisionnistes à l'occasion de l'anniversaire de cette année ». 